# Ausard
Ausard (arab. ‏أوسرد‎; fr. Aousserd) – miasto w spornym terytorium Sahary Zachodniej, kontrolowanym przez Maroko.
Liczba mieszkańców w 2014 roku wynosiła 5822.